# Fukushirō Nukaga

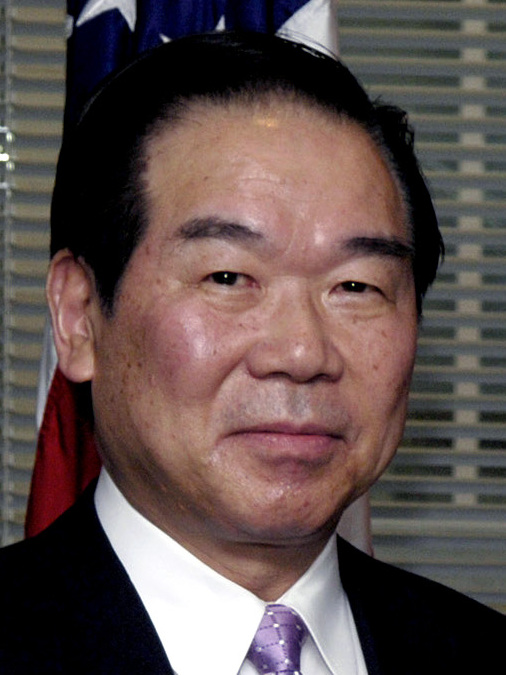
Fukushirō Nukaga bei einem Besuch in Washington am 23. April 2006

Fukushirō Nukaga (jap. 額賀 福志郎 Nukaga Fukushirō; * 11. Januar 1944 im Namegata-gun (heute: Namegata-shi), Ibaraki) ist ein japanischer Politiker der Liberaldemokratischen Partei (LDP) und ehemaliger Minister. Er ist seit 1983 Abgeordneter im Shūgiin, dem Unterhaus des nationalen Parlaments, durchgehend seit 2012 für den Wahlkreis Ibaraki 2 und seit 2023 Präsident des Shūgiin. Innerhalb der LDP führte er von 2009 bis 2018 das Heisei Kenkyūkai, die heutige Motegi-Faktion, an.

## Leben
Nach seinem Studium an der Waseda-Universität arbeitete er ab 1968 zunächst als Journalist für die Sankei Shimbun, die er 1978 verließ, um in die Politik zu gehen. Für zwei Wahlperioden repräsentierte er bis zu seinem Wechsel in die Nationalpolitik 1983 den Wahlkreis Namegata-gun im Präfekturparlament Ibaraki. 1983 wurde er im damaligen SNTV-Viermandatswahlkreis Ibaraki 1 für die LDP ins Unterhaus gewählt und schloss sich der Tanaka-Faktion an, einem Vorläufer der Nukaga-/heutigen Motegi-Faktion. Seit der Wahlrechtsreform der 1990er kandidiert er im FPTP-Einmandatswahlkreis Ibaraki 2, den er bis einschließlich 2024 insgesamt neunmal gewann; nur bei der LDP-Erdrutschniederlage 2009 unterlag er dem Demokraten Masao Ishizu, gewann aber mit einer knappen Mehrheitswahlniederlage einen LDP-Sitz bei der Verhältniswahl in Nord-Kantō.
Nukaga ist vor allem in zwei Feldern tätig: der Finanz- und Wirtschaftspolitik sowie der Verteidigungspolitik. 1990 wurde er parlamentarischer Staatssekretär im MITI, von 2000 bis 2001 war er Vorsitzender der Wirtschaftsplanungsbehörde und 2001 für einen Monat Staatsminister für Wirtschafts- und Finanzpolitik, als der er jedoch wegen eines Bestechungsskandals zurücktrat. 1998 sowie von 2005 bis 2006 war Nukaga Leiter der Verteidigungsbehörde (der Vorletzte, bevor diese zum Ministerium erhoben wurde).
Im August 2007 wurde Nukaga von Premierminister Shinzō Abe zum Finanzminister ernannt. Nach Abes Rücktritt wenige Wochen später kündigte Nukaga zunächst an, selbst für den Partei- und Regierungsvorsitz kandidieren zu wollen. Er zog seine Kandidatur aber zugunsten von Yasuo Fukuda zurück, in dessen Kabinett er Finanzminister blieb. Bei der Kabinettsumbildung im August 2008 wurde er durch Bunmei Ibuki ersetzt.
Während des Bestechungsskandals um den ehemaligen Staatssekretär Moriya und das Rüstungsunternehmen Yamada Yōkō im Herbst 2007 waren auch Vorwürfe gegen Fukushirō Nukaga erhoben worden, der jedoch abstritt, Gefälligkeiten von Unternehmensvertretern angenommen zu haben.
2009 übernahm Nukaga nach dem Rückzug Yūji Tsushimas aus der Politik den Vorsitz seiner Faktion, die trotz schwerer Verluste bei der Unterhauswahl 2009 die zweitstärkste Faktion in der Partei war. 2018 übergab er den Vorsitz unter dem Druck mehrerer Faktionsmitglieder hin an Wataru Takeshita.
2023 wurde er nach dem gesundheitlich bedingten Rücktritt von Hiroyuki Hosoda zum Präsidenten des Shūgiin gewählt. Als solcher ist er wie in jüngeren Jahrzehnten alle Präsidenten und Vizepräsidenten seitdem fraktionslos. Nach der Shūgiin-Wahl 2024 wurde er als Präsident wiedergewählt.